# Боржес, Неуза
Неу́за Мари́я да Си́лва Бо́ржес (порт. Neusa Maria da Silva Borges; род. 8 марта 1941, Флорианополис, Санта-Катарина, Бразилия) — бразильская актриса. Получила известность благодаря роли Далвы в телесериале «Клон» (2001).

## Биография
Родилась 8 марта 1941 года в Флорианополисе, штат Санта-Катарина. Начинала как певица и танцовщица в Сан-Паулу.

## Избранная фильмография
- Георгий Победоносец (сериал, 2012)
- Наша жизнь (сериал, 2011)
- Матери Шико Хавьера (2011)
- Дороги Индии (сериал, 2009)
- Городские зарисовки (2008)
- Шкафы и Флюкс (сериал, 2007—2008)
- Амазония: Гальвез Чико Мендез (мини-сериал, 2007)
- Невидимый друг (2006)
- Америка (сериал, 2005)
- Герой (2004)
- Золушка по вызову (сериал, 2003—2007)
- Любимый сын (2001)
- Тайная жизнь (2001)
- Клон / O Clone (2001—2002) — Далва
- Непокорная (сериал, 1997)
- Роковое наследство (сериал, 1996)
- Четыре на четыре (сериал, 1994—1995)
- Телом и душой (сериал, 1992)
- Решать вам (сериал, 1992—2000)
- Роза ветров (мини-сериал, 1990)
- Рабыня Анастасия (мини-сериал, 1990)
- Занятые романтикой (1987)
- Кармен (сериал, 1987)
- Каменные джунгли (сериал, 1986)
- Великая пустыня: Путь (мини-сериал, 1985)
- Жеронимо (сериал, 1984—1985)
- С днём рождения (мини-сериал, 1983)
- Чёрная богиня (1980)
- Sábado Alucinante (1979)
- Клуб «День танцев» (сериал, 1978)
- Sinhazinha Flô (сериал, 1977)
- Дона Шепа (сериал, 1977)
- Рабыня Изаура (сериал, 1976—1977)
- Паранойя (1976)
- Треска (1975)
- Король ночи (1975)
- A Carne (1975)
- Путешествие в жизнь (сериал, 1975)
- Ткань идола (сериал, 1974)
- Виктория Бонелли (сериал, 1972—1973)
- Смуглянка (1970)